# Mallorquín sineuero
El sineuero es un subdialecto del catalán que es parte del dialecto mallorquín y del bloque oriental del catalán, el cual se habla a la villa de Sinéu. Se caracteriza por el vocalismo, muy afectado por las consonantes palatales adyacentes.

## Fonética

### Vocalismo
En sineuero, las consonantes palatales (la /ɲ/ de canya, la /ʎ/ de callar, la /ʃ/ de caixa y la /ʒ/ de joc), la /k/, la /g/ y las vocales /ɛ/, /e/, /y/ (también cuando no es silábica, como en (jo) deia) modifican sistemáticamente los sonidos [a] y [ə] (la vocal neutra) cuando los preceden. En el caso de la /a/ (que, como en el resto del mallorquín y todo el bloque oriental, solo aparece en posición tónica), se cierra en /ɛ/, mientras que la [ə] (que, como en buena parte del balear, aparece tanto en posición tónica como en posición átona) se avanza hasta [e]. Así pues, se obtienen los resultados siguientes:
- /a/ tónica se convierte en /ɛ/: [ku'ɲɛðə] cunyèda 'cunyada', ['ʎɛmp] llèmp 'llamp', [bə'ʃɛ] baixè 'baixar', ['ʒɛwmə] Jèume 'Jaume', ['kɛzə] quèsa 'casa', ['gɛβy] guèbi 'gàbia', [kɾy'ɛðə] crièda 'criada', [be'ɛtə] beèta 'beata', [tə'ɛðə] taèda 'tallada'.[5]
- /ə/ tónica se convierte en /e/: [bono'ɲet] bonyet, [gə'ʎet] gallet, [pə'ʃet] peixet, [pə'ʒes] pagès, [ri'kezə] riquesa, [əmí'ɣet] amiguet, [míɾəet] mirallet.
- [ə] átona se convierte en [e]: ['rəɲen] (ells) renyen, ['eʎe] ella, ['baʃen] (ells) baixen, ['puʒen] (ells) pugen, [kepə'ʎɛ] capellàa, [əɣe'fa] agafar, [mə'ɾie] Maria, ['kɾeen] (ells) creen, [gi'nɛe] Guinea, ['ʒɔe] joia.

Parece que es un fenómeno que aparece hacia el siglo XVII y que ya estaba consolidado el siglo XVIII.
Se da un fenómeno parecido en el cierre de la /a/ al habla tradicional de Palma, en que se pronuncian con e abierta palabras como ['ɟɛʎ] gall, ['cɛzi] quasi, [vi'ɛd͡ʒə] viatge o [di'ɛɾy] diari, pero aquí el fenómeno no es sistemático, y no se acontece con palabras como ['camə] cama o [bə'ʃa] baixar. En la villa de Lloret de Vista Alegre, que era parte del municipio de Sinéu hasta que se independizó en 1922, el fenómeno tiene el mismo alcance que en Palma, pero no llega tan allá como en Sinéu.

### Consonantismo
Al contrario de aquello que a menudo se ha dicho, en Sinéu no hay palatalización de las oclusivas velares ante vocal anterior y en posición final (como sí que se produce en Palma, Manacor, Felanich y las vecinas Lloret de Vista Alegre y San Juan). A pesar de todo, parece que hay que considerar que, antiguamente, sí que había; esto explicaría por qué se producen los fenómenos fonéticos ante sonidos que se articulan con el paladar muy cerrado pero también ante /k/ y /g/, que son velares y, de entrada, no habría motivo para que produjeran un cierre de la vocal siguiente.
El sineuero, como todo el balear, es una habla yodizante. Además, como el menorquín y ciertas villas de Mallorca como por ejemplo Llucmajor, Campos, Sóller y la Puebla, enmudece la /j/ intervocálica, de forma que palabras como cremalló y vermellura suenan cremaó y vermeüra. Sin embargo, la /j/, antes de caer, ha tenido tiempo de producir los fenómenos de cierre vocálico descritos a la sección del vocalismo; así, palla ha pasado por los estadios ['pajə] y ['paje] antes de acontecer ['pae].